# Кольбарк
Кольбарк (пол. Kolbark) — село в Польщі, у гміні Ключе Олькуського повіту Малопольського воєводства.
Населення — 511 осіб (2011).

## Демографія
Демографічна структура станом на 31 березня 2011 року:
|          | Загалом | Допрацездатний вік | Працездатний вік | Постпрацездатний вік |
| -------- | ------- | ------------------ | ---------------- | -------------------- |
| Чоловіки | 256     | 40                 | 170              | 46                   |
| Жінки    | 255     | 48                 | 135              | 72                   |
| Разом    | 511     | 88                 | 305              | 118                  |